# Bhutan
Bhutan (phiên âm tiếng Việt: Bu-tan; tiếng Dzongkha: འབྲུག་ཡུལ་ druk yul), quốc hiệu là Vương quốc Bhutan (འབྲུག་རྒྱལ་ཁབ་ druk gyal khap), là một quốc gia nội lục tại miền đông Dãy Himalaya thuộc Nam Á. Bhutan giáp Trung Quốc về phía bắc và Ấn Độ về phía nam, đông và tây. Thimphu là thủ đô và thành phố lớn nhất của Bhutan.
Bhutan có liên kết văn hóa mạnh mẽ với Tây Tạng và nằm trên Con đường tơ lụa giữa Trung Quốc và tiểu lục địa Ấn Độ. Lãnh thổ Bhutan từng bao gồm nhiều thái ấp nhỏ xung khắc lẫn nhau cho đến đầu thế kỷ XVII. Khi đó một lạt ma và thủ lĩnh quân sự tên là Ngawang Namgyal thống nhất khu vực và gây dựng một bản sắc Bhutan riêng biệt. Đến đầu thế kỷ 20, Bhutan thiết lập quan hệ với Đế quốc Anh. Sau Nội chiến Trung Quốc, Bhutan ký kết hiệp ước hữu nghị với Ấn Độ vào năm 1949. Quốc gia này từ giã vị thế cô lập trong lịch sử dưới thời Quốc vương Jigme Singye Wangchuck. Năm 2008, Bhutan chuyển đổi từ chế độ quân chủ chuyên chế sang chế độ quân chủ lập hiến và tổ chức tổng tuyển cử đầu tiên.
Bhutan là một thành viên Liên Hợp Quốc, có quan hệ ngoại giao với 52 quốc gia và Liên minh châu Âu, nhưng không có quan hệ chính thức với năm thành viên thường trực Hội đồng Bảo an Liên Hợp Quốc. Bhutan là một đối tác chiến lược mật thiết với Ấn Độ, là một thành viên sáng lập Hiệp hội Nam Á vì sự Hợp tác Khu vực (SAARC) và cũng là một thành viên Sáng kiến vùng Vịnh Bengal về hợp tác Kinh tế và Kỹ thuật đa khu vực. Kinh tế Bhutan phụ thuộc rất lớn vào xuất khẩu thủy điện. Thu nhập bình quân đầu người của Bhutan cao thứ nhì tại Nam Á, đứng sau Maldives.

## Tên gọi
Không rõ về từ nguyên chính xác của "Bhutan", song có vẻ nó bắt nguồn từ "Bod" (Tây Tạng) trong tiếng Tây Tạng. Theo truyền thống, nó được cho là bắt nguồn từ một chuyển tự của tiếng Phạn là Bhoṭa-anta "cuối của Tây Tạng", ám chỉ vị trí của Bhutan là cực nam của cao nguyên và văn hóa Tây Tạng.
Từ đầu thế kỷ XVII, tên chính thức của Bhutan trong tiếng bản địa là Druk yul (quốc gia của dòng Drukpa, Người Rồng, hoặc Đất của Rồng Sấm, ám chỉ phái Phật giáo chi phối toàn quốc), còn Bhutan chỉ xuất hiện trong các thư từ chính thức bằng tiếng Anh.
Các tên gọi tương tự Bhutan — bao gồm Bohtan, Buhtan, Bottanthis, Bottan và Bottanter — bắt đầu xuất hiện tại châu Âu khoảng thập niên 1580. Sáu Hành trình của Jean-Baptiste Tavernier vào năm 1676 có ghi chép đầu tiên về tên gọi Boutan. Tuy nhiên, trong mọi trường hợp, chúng có vẻ miêu tả không phải Bhutan hiện đại mà là Vương quốc Tây Tạng. Phân biệt thời hiện đại giữa hai thực thể Tây Tạng và Bhutan chỉ bắt đầu sau hành trình của thám hiểm Scotland George Bogle vào năm 1774 — nhận thức khác biệt giữa hai khu vực, văn hóa và nhà nước, báo cáo chung cuộc của ông cho Công ty Đông Ấn Anh chính thức đề xuất định danh cho vương quốc của Druk Desi (nhiếp chính Bhutan) là "Boutan" và vương quốc của Ban Thiền Lạt Ma là "Tibet" (Tây Tạng). Một nhà địa lý học của Công ty này là James Rennell Anh hóa tên gọi trong tiếng Pháp thành Bootan và sau đó phổ biến khác biệt giữa quốc gia này và Tây Tạng.

## Lịch sử
Các công cụ, vũ khí và voi làm bằng đá, và tàn tích của các công trình kiến trúc đá lớn cung cấp bằng chứng rằng Bhutan có người cư trú từ 2000 TCN, song không có ghi chép còn tồn tại từ thời kỳ này. Các sử gia đưa ra giả thuyết rằng nhà nước của người Lhomon (nghĩa là "da đen sạm miền nam"), hoặc Monyul ("Đất ngăm đem", ám chỉ người Monpa, cư dân nguyên trú của Bhutan) có thể hiện diện từ 500 TCN đến 600 CN. Các tên gọi Lhomon Tsendenjong (Quốc gia đàn hương), và Lhomon Khashi, hoặc Nam Mon (quốc gia có bốn lối vào), được phát hiện trong các biên niên sử Bhutan và Tây Tạng.

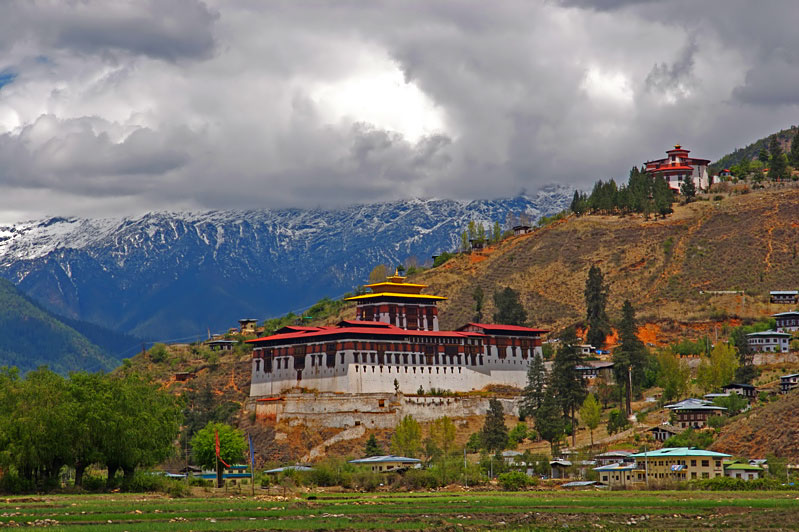
Dzong tại thung lũng Paro, xây dựng vào năm 1646.

Phật giáo lần đầu được đưa truyền bá đến Bhutan vào thế kỷ VII CN. Tán phổ Tùng Tán Cán Bố (trị vì 627–649) là một người cải sang Phật giáo, ông bành trướng Đế quốc Thổ Phồn (Tây Tạng) đến Sikkim và Bhutan, hạ lệnh cho xây dựng hai chùa tại Bumthang thuộc miền trung Bhutan và tại Kyichu (gần Paro) thuộc Thung lũng Paro. Phật giáo được truyền bá sốt sắng vào năm 746 dưới thời Quốc vương Sindhu Rāja (còn gọi là Künjom; Sendha Gyab; Chakhar Gyalpo), một quốc vương người Ấn lưu vong lập chính phủ trong Cung Chakhar Gutho tại Bumthang.:35 :13
Không rõ hầu hết lịch sử sơ khởi của Bhutan do hầu hết ghi chép bị phá hủy do hỏa hoạn tại cố đô Punakha vào năm 1827. Đến thế kỷ X, phát triển chính trị của Bhutan chịu ảnh hưởng mạnh từ lịch sử tôn giáo tại đây. Nhiều phái Phật giáo xuất hiện, được các quân phiệt người Mông Cổ khác nhau bảo trợ. Sau khi nhà Nguyên diệt vong vào thế kỷ XIV, các giáo phái này ganh đua lẫn nhau để giành quyền tối cao trong chính trị và tôn giáo, cuối cùng dẫn đến uy thế của Dòng Drukpa vào thế kỷ XVI.
Cho đến đầu thế kỷ XVII, Bhutan gồm nhiều thái ấp tương tranh, đến lúc này khu vực được thống nhất bởi một lạt ma và thủ lĩnh quân sự người Tây Tạng là Ngawang Namgyal, ông là người đào thoát khủng bố tôn giáo tại Tây Tạng. Nhằm phòng thủ quốc gia chống lại các cuộc cướp phá không liên tục từ Tây Tạng, Namgyal cho xây một hệ thống dzong (công sự) vững chắc, và ban bố bộ luật Tsa Yig nhằm giúp đưa các lãnh chúa địa phương vào quyền kiểm soát tập trung. Nhiều dzong như vậy vẫn tồn tại và là các trung tâm hữu hiệu về tôn giáo và hành chính. Các tu sĩ Dòng Tên người Bồ Đào Nha là Estêvão Cacella và João Cabral là những người Âu đầu tiên được ghi nhận là đến Bhutan, trong hành trình đến Tây Tạng của họ. Họ diện kiến Ngawang Namgyal, dâng lên súng cầm tay, thuốc súng và kính thiên văn, và đề nghị được giúp đỡ trong chiến tranh chống Tây Tạng, song Zhabdrung từ chối đề xuất. Sau khi dành gần tám tháng tại đây, Cacella viết một bức thư dài từ Chùa Chagri kể lại về hành trình, đây là một ghi chép hiếm hoi còn tồn tại về Shabdrung.
Sau khi Ngawang Namgyal mất vào năm 1651, việc ông qua đời được giữ bí mật trong 54 năm; sau một thời kỳ thống nhất, Bhutan lâm vào xung đột nội bộ. Đến năm 1711, Bhutan bước vào chiến tranh chống Đế quốc Mogul và phiên vương quốc Cooch Behar chư hầu của đế quốc này nằm về phía nam. Trong các hỗn loạn sau đó, người Tây Tạng tấn công bất thành Bhutan vào năm 1714.
Đến thế kỷ XVIII, Bhutan xâm chiếm và chiếm đóng phiên vương quốc Cooch Behar. Năm 1772, Cooch Behar thỉnh cầu Công ty Đông Ấn Anh và được giúp đỡ đẩy lui người Bhutan và sau đó tấn công chính Bhutan vào năm 1774. Một hòa ước được ký kết, theo đó Bhutan đồng ý triệt thoái về biên giới trước năm 1730. Tuy nhiên, hòa bình trở nên mong manh và các vụ chạm trán biên giới với người Anh tiếp tục trong nhiều năm sau đó. Các vụ chạm trán cuối cùng dẫn đến Chiến tranh Duar (1864–65) nhằm tranh giành kiểm soát vùng đồng bằng và chân đồi gần biên giới Bhutan ngày nay. Sau khi Bhutan chiến bại, Hiệp định được ký kết giữa Ấn Độ thuộc Anh và Bhutan, theo đó các khu vực này bị cắt nhượng cho Anh, toàn bộ hành vi thù địch giữa Ấn Độ thuộc Anh và Bhutan kết thúc.
Trong thập niên 1870, đấu tranh quyền lực giữa hai thung lũng kình địch là Paro và Tongsa dẫn đến nội chiến tại Bhutan, kết quả chung cuộc là uy thế của Ugyen Wangchuck, ponlop (thống đốc) của Tongsa. Từ căn cứ quyền lực của mình tại miền trung Bhutan, Ugyen Wangchuck đánh bại các địch thủ chính trị của mình và thống nhất quốc gia sau một số cuộc nội chiến và khởi nghĩa trong giai đoạn 1882–85.
Năm 1907, một hội đồng gồm các tăng lữ Phật giáo, quan chức chính phủ, và thủ lĩnh các gia tộc trọng yếu nhất trí lựa chọn Ugyen Wangchuck là quốc vương thế tập của quốc gia. Chính phủ Anh nhanh chóng công nhận chế độ quân chủ mới, và đến năm 1910 Bhutan ký kết Hiệp ước Punakha, một kiểu liên minh bảo hộ mà theo đó người Anh kiểm soát ngoại vụ của Bhutan và có nghĩa là Bhutan được đối đãi như một phiên vương quốc Ấn Độ. Hiệp ước ít có hiệu lực thực tế, không có tác động đến quan hệ truyền thống của Bhutan với Tây Tạng. Sau khi Ấn Độ độc lập từ Anh vào năm 1947, Bhutan trở thành một trong các quốc gia đầu tiên công nhận Ấn Độ độc lập. Ngày 8 tháng 8 năm 1949, một hiệp ước được ký kết, theo đó Ấn Độ được quyền kiểm soát ngoại vụ của Bhutan giống như Anh trước đó.
Năm 1953, Quốc vương Jigme Dorji Wangchuck cho lập Quốc hội gồm 130 thành viên nhằm xúc tiến dân chủ trong cai trị. Năm 1965, ông cho lập Hội đồng Cố vấn Vương thất, và đến năm 1968 ông cho lập nội các. Năm 1971, Bhutan được nhận vào Liên Hợp Quốc, giữ vị trí quan sát viên trong ba năm. Đến tháng 7 năm 1972, Jigme Singye Wangchuck đăng cơ sau khi cha mất.
Hệ thống chính trị của Bhutan gần đây được cải biến từ chế độ quân chủ chuyên chế sang chế độ quan chủ lập hiến Quốc vương Jigme Singye Wangchuck chuyển giao hầu hết quyền lực hành pháp của ông cho Hội đồng bộ trưởng nội các và cho phép luận tội Quốc vương bởi đa số hai phần ba trong Quốc hội. Năm 1999, chính phủ dỡ bỏ lệnh cấm đối với truyền hình và Internet, khiến Bhutan là quốc gia cuối cùng du nhập truyền hình. Quốc vương nói rằng truyền hình là một bước then chốt nhằm hiện đại hóa Bhutan cũng như đóng góp lớn vào tăng trưởng hạnh phúc quốc dân, song cảnh báo "lạm dụng" truyền hình có thể làm xói mòn các giá trị Bhutan truyền thống.
Một bản hiến pháp mới được đệ trình vào năm 2005. Đến tháng 12 năm 2005, Quốc vương Jigme Singye Wangchuck tuyên bố ông sẽ thoái vị để nhường ngôi cho con vào năm 2008. Ngày 14 tháng 12 năm 2006, ông tuyên bố lập tức thoái vị. Các cuộc bầu cử nghị viện đầu tiên tại Bhutan diễn ra trong tháng 12 năm 2007 và tháng 3 năm 2008. Ngày 6 tháng 11 năm 2008, Jigme Khesar Namgyel Wangchuck đăng cơ làm quốc vương.

## Địa lý

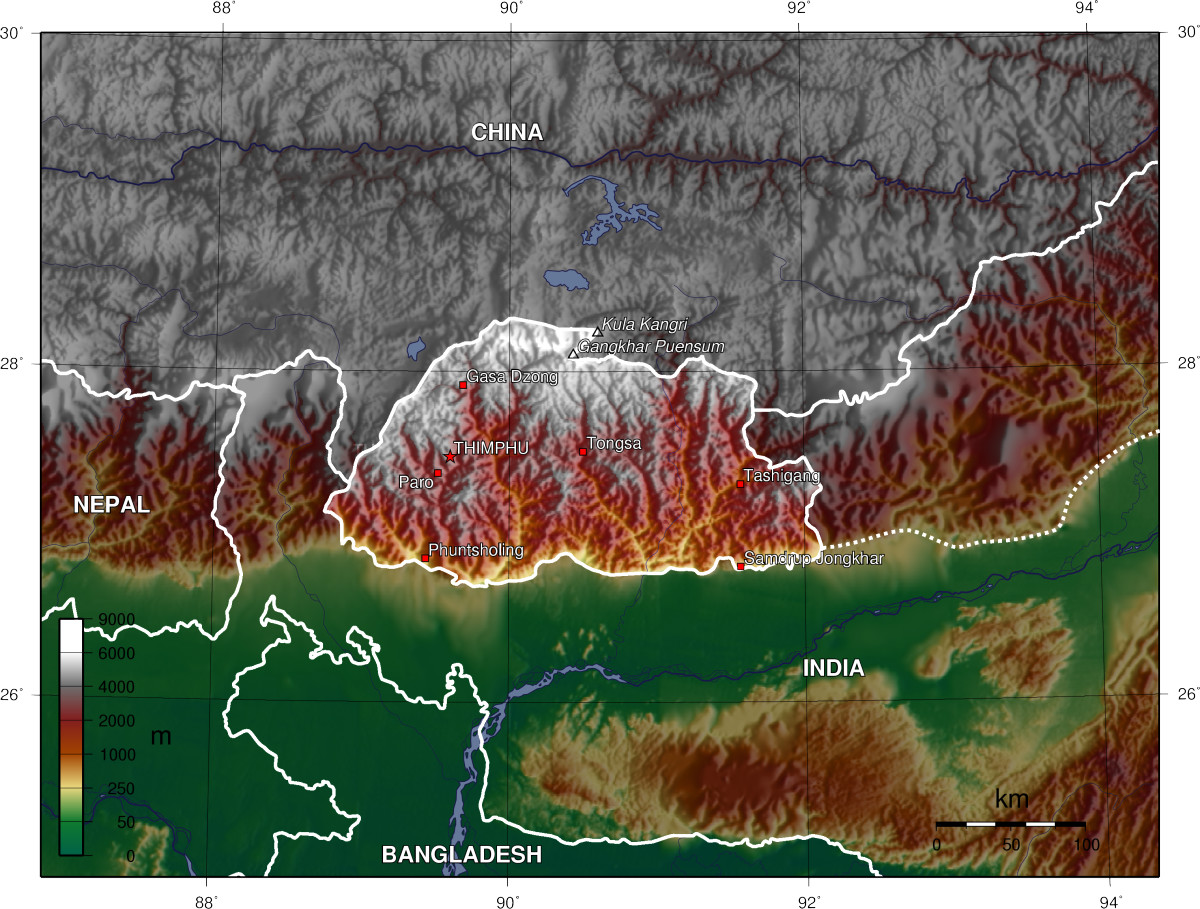
Bản đồ địa hình Bhutan

Vùng phía bắc gồm một vòng cung những đỉnh núi băng với khí hậu rất lạnh trên độ cao lớn. Đa số các đỉnh ở phía bắc cao hơn 7.000 m (23.000 foot) trên mực nước biển; đỉnh cao nhất được cho là Kula Kangri, 7.553 m (24.780 foot), nhưng những nghiên cứu chi tiết về địa hình cho thấy Gangkhar Puensum, hiện là núi cao nhất chưa được chinh phục trên thế giới, cao hơn ở mức 7.570 m (24.835 foot). Được những con sông tuyết cung cấp nước, các thung lũng trên núi tại vùng này mang lại các đồng cỏ chăn nuôi cho những người nông dân chăn thả du mục thưa thớt tại đây. Núi Đen tại miền trung Bhutan hình thành một đường phân thủy giữa hai hệ thống sông chính: Mo Chhu và Drangme Chhu. Các đỉnh Núi Đen ở độ cao trong khoảng 1500 m tới 2.700 m (4.900 foot và 8.900 foot) trên mực nước biển, và những con sông chảy nhanh đã đào thành những máng sâu tại những vùng núi thấp hơn. Những khu rừng vùng trung tâm cung cấp hầu hết các sản phẩm lâm nghiệp của Bhutan. Torsa, Raidak, Sankosh, và Manas là những con sông chính tại Bhutan, chảy xuyên qua vùng này. Đa số dân cư sống tại những cao nguyên trung tâm.

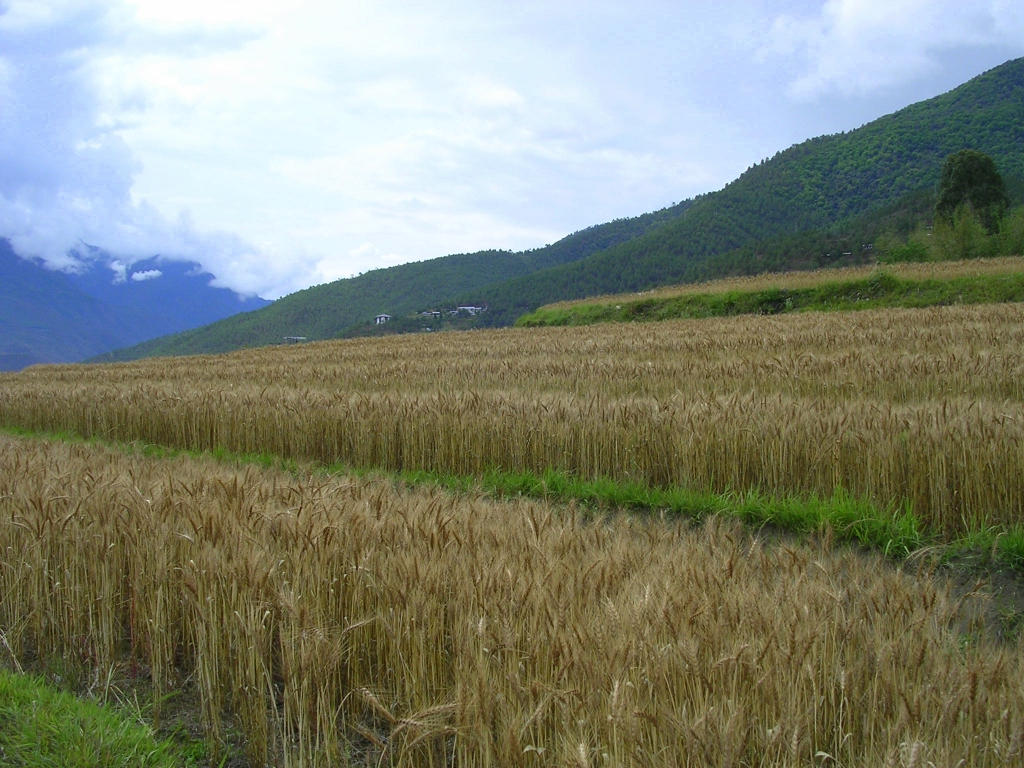
Canh tác tại thung lũng Punakha

Ở phía nam, Đồi Shiwalik được bao phủ bởi những rừng cây sớm rụng (deciduous) dày đặc, các thung lũng đất bồi và núi non với độ cao lên tới 1.500 m (4.900 foot) trên mực nước biển. Những đồi thấp chân núi chạy xuống tới đồng bằng cận nhiệt đới Duars. Đa số đồng bằng Duars nằm trong lãnh thổ Ấn Độ, dù có một dải rộng 10–15 km (6–9 mile) kéo dài vào Bhutan. Đồng bằng Duars Bhutan được chia thành hai phần: bắc và nam Duars. Bắc Duars, tiếp giáp với những đồi thấp dưới chân Himalaya, là vùng đất gồ ghề, dốc và khô, đất xốp với nhiều loại động thực vật. Nam Duars có đất đai khá màu mỡ, những đồng cỏ savanna, rừng cây và những con suối. Những con sông từ trên núi, được cấp nước từ tuyết tan hay những cơn mưa gió mùa, dẫn nước vào sông Brahmaputra tại Ấn Độ. Dữ liệu do Bộ nông nghiệp đưa ra cho thấy tại thời điểm tháng 10 năm 2005 nước này có 64% diện tích rừng che phủ.

### Khí hậu

Phân loại khí hậu Köppen của Bhutan

Khí hậu Bhutan khác biệt theo vĩ độ, từ cận nhiệt đới ở phía nam tới ôn hoà trên các cao nguyên và khí hậu cực trên những đỉnh núi cao quanh năm tuyết phủ ở phía bắc. Bhutan có năm mùa riêng biệt: mùa hè, gió mùa, mùa thu, mùa đông và mùa xuân. Tây Bhutan có những cơn mưa gió mùa lớn nhất; nam Bhutan có mùa hè ẩm và mùa đông lạnh; vùng trung và đông Bhutan ôn hòa và khô hơn phía tây với mùa hè ấm và mùa đông lạnh. 
Bhutan hiện là đất nước duy nhất trên thế giới có lượng khí thải cacbon mức âm nhờ diện tích rừng rậm che phủ quá nửa diện tích đất nước. Hiện tại hơn 72% diện tích đất đai Bhutan là rừng rậm tự nhiên, khu bảo tồn quốc gia.

## Chính trị
Bhutan theo chế độ quân chủ lập hiến với hình thức đại nghị. Quốc vương Bhutan là nguyên thủ quốc gia. Hội đồng Bộ trưởng do thủ tướng đứng đầu thực hiện quyền hành pháp. Quyền lập pháp thuộc về Quốc vương và Nghị viện Bhutan, gồm Hội đồng Quốc gia và Quốc hội. Quyền tư pháp thuộc về tòa án. Chánh án là lãnh đạo hành chính của hệ thống tòa án.

### Phân cấp hành chính
Về mặt hành chính, Bhutan được chia thành bốn dzongdey (vùng hành chính). Mỗi dzongdey được chia tiếp thành dzongkhag (khu). Có 20 dzongkhag tại Bhutan. Các dzongkhag lớn được chia tiếp thành các đơn vị dưới khu được gọi là dungkhag. Ở mức độ căn bản, các nhóm làng hình thành lên một đơn vị cử tri được gọi là gewog (xã) và được quản lý bởi một gup (xã trưởng), do dân bầu ra.
1. Bumthang

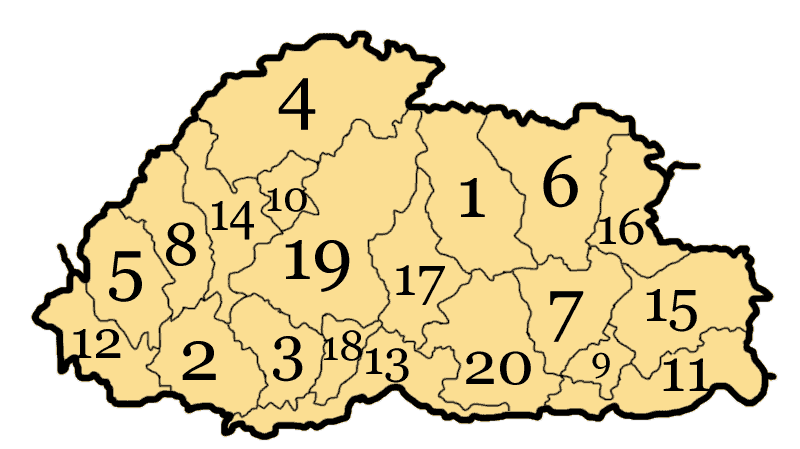
Dzongkhag của Bhutan

2. Chukha (cách đánh vần cũ: Chhukha)
3. Dagana
4. Gasa
5. Haa
6. Luentse
7. Mongar
8. Paro
9. Pemagatshel (Pemagatsel)
10. Punaka
11. Samdrup Jongkhar
12. Samtse (Samchi)
13. Sarpang
14. Thimphu
15. Trashigang (Tashigang)
16. Trashiyangse
17. Trongsa (Tongsa)
18. Tsirang (Chirang)
19. Wangdue Phodrang (Wangdi Phodrang)
20. Zhemang (Shemgang)

### Quân đội
Các bài chính: Quân đội Bhutan, Quan hệ nước ngoài Bhutan
Quân đội Hoàng gia Bhutan là lực lượng quân đội Bhutan, gồm Cận vệ Hoàng gia và Cảnh sát Hoàng gia Bhutan. Việc tham gia do tự nguyện, và tuổi tối thiểu để được tuyển mộ là 18. Số lượng quân thường trực khoảng 6.000 người và được Quân đội Ấn Độ huấn luyện. Lực lượng này có ngân sách hàng năm khoảng 13.7 triệu dollar — 1.8% GDP.
Dù Hiệp ước năm 1949 với Ấn Độ vẫn thỉnh thoảng bị diễn giải sai mang nghĩa rằng Ấn Độ kiểm soát quan hệ ngoại giao của Bhutan, Bhutan ngày nay giữ quyền với mọi quan hệ ngoại giao của mình gồm cả vấn đề phân chia ranh giới nhạy cảm (với Ấn Độ) với Trung Quốc.  Bhutan có quan hệ ngoại giao với 22 nước, gồm Liên minh châu Âu, với phái bộ tại Ấn Độ, Bangladesh, Thái Lan và Kuwait. Nước này có hai phái bộ tại Liên Hợp Quốc, một tại New York và một tại Geneva. Chỉ Ấn Độ và Bangladesh có Đại sứ quán tại Bhutan, còn Thái Lan có một văn phòng lãnh sự tại Bhutan.
Theo một hiệp ước đã có từ lâu, người Ấn Độ và Bhutan có thể đi lại sang nước kia không cần hộ chiếu hay visa mà chỉ cần chứng minh thư quốc gia của họ. Công dân Bhutan có thể làm việc tại Ấn Độ mà không gặp hạn chế pháp luật. Bhutan không có quan hệ ngoại giao chính thức với nước láng giềng phương bắc là Trung Quốc, dù những cuộc thăm viếng lẫn nhau ở nhiều mức độ đã gia tăng đáng kể trong thời gian gần đây. Thỏa thuận song phương đầu tiên giữa Trung Quốc và Bhutan đã được ký kết năm 1998, và Bhutan cũng đã thiết lập các lãnh sự quán tại Ma Cao và Hồng Kông. Biên giới của Bhutan với Trung Quốc phần lớn vẫn chưa được phân định và vì thế đang ở tình trạng tranh chấp tại một số địa điểm.
Ngày 13 tháng 11 năm 2005, binh sĩ Trung Quốc đã tràn qua biên giới vào Bhutan trong hoàn cảnh tình hình thời tiết buộc họ phải triệt thoái về phía nam từ Himalaya. Chính phủ Bhutan đã cho phép sự việc này (sau khi sự việc đã diễn ra) vì lý do nhân đạo. Ngay sau đó, Trung Quốc đã bắt đầu xây dựng đường sá và cầu cống trong lãnh thổ Bhutan. Bộ trưởng Ngoại giao Bhutan Khandu Wangchuk đã đề cập vấn đề này với chính quyền Trung Quốc sau khi sự việc gây ra tranh cãi trong nghị viện Bhutan. Để đáp lại, người phát ngôn Bộ Ngoại giao Qin Gang nước Cộng hòa Nhân dân Trung Hoa đã nói rằng biên giới đang ở tình trạng tranh cãi (hoàn toàn bỏ qua hoàn cảnh chính thức của vụ việc) và rằng hai bên tiếp tục làm việc một cách hòa bình để tìm ra một giải pháp hòa bình và thân thiện cho cuộc tranh chấp. Cả chính phủ Bhutan lẫn Ấn Độ (Ấn Độ vẫn kiểm soát một số quan hệ ngoại giao của Bhutan) chưa từng thông báo bất kỳ một tiến bộ nào về việc này (hòa bình, thân thiện vân vân), và Trung Quốc tới giờ vẫn tiếp tục xây dựng cơ sở hạ tầng và gia tăng đồn trú trong lãnh thổ Bhutan. Một sĩ quan tình báo Ấn Độ đã nói rằng một phái đoàn Trung Quốc tại Bhutan nói với người dân Bhutan rằng họ đang "phản ứng quá mức." Tờ Kuensel của Bhutan đã nói rằng Trung Quốc có thể sử dụng đường sá để tăng thêm nữa tuyên bố lãnh thổ của họ dọc biên giới.

### Ngoại giao
Bhutan đã thiết lập quan hệ ngoại giao với các nước khu vực Nam Á; Đông Á (Nhật Bản 1986; Hàn Quốc 1987); Đông Nam Á (Thái Lan 1991, Singapore 2002, Việt Nam 2012); với Úc 2002; và một số nước khác trên thế giới. Bhutan không có quan hệ ngoại giao với kể cả Trung Quốc hay Đài Loan. Bhutan đang ngày càng mở rộng thiết lập quan hệ hợp tác với nhiều nước, đặc biệt các nước Châu Âu và các đối tác lớn Áo, Đan Mạch, Phần Lan, Thuỵ Điển, EU, Mỹ, Nhật Bản...
Ấn Độ vẫn là một hướng quan trọng trong chính sách đối ngoại của Bhutan. Quốc vương Bhutan thăm Ấn Độ tháng 7 năm 2006, hai bên đã ký hiệp ước thân thiện sửa đổi, theo đó, Bhutan độc lập hơn về đối ngoại. Ấn Độ cam kết nâng trợ giúp cho kế hoạch năm năm lần thứ 09 của Bhutan (2002-2007). Ấn Độ cũng đồng ý hỗ trợ về tài chính và kỹ thuật cho chính phủ Bhutan xây dựng 3 nhà máy thủy điện Chukha (336MW), Kurichhu (60MW), và Tala (1020MW).
Bhutan là thành viên Liên Hợp Quốc, Phong trào không liên kết, IOC, SAARC và nhiều tổ chức quốc tế và khu vực khác.

## Kinh tế

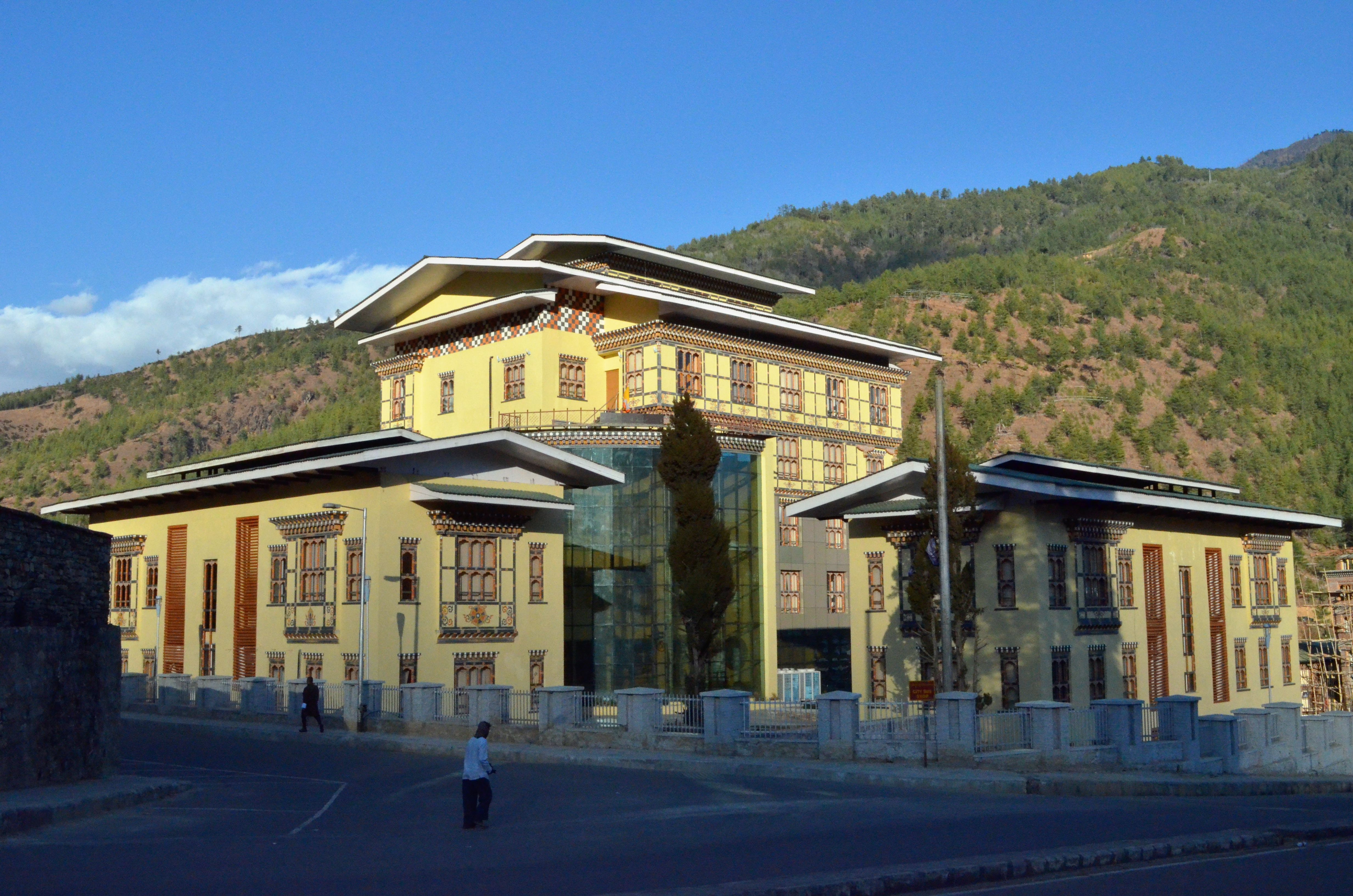
Trụ sở công ty điện quốc gia Bhutan

Dù kinh tế Bhutan là một trong những nền kinh tế nhỏ nhất thế giới, nó có tốc độ tăng trưởng rất nhanh chóng ở mức khoảng 8% năm 2005 và 14% năm 2006. Tới tháng 3 năm 2006, thu nhập trên đầu người của Bhutan đạt 1.321 dollar Mỹ, cao nhất tại Nam Á. Tiêu chuẩn sống tại Bhutan đang tăng dần và hiện cũng ở mức cao tại Nam Á.
Nền kinh tế nhỏ của Bhutan phụ thuộc vào nông nghiệp, lâm nghiệp, và việc bán thủy điện cho Ấn Độ. Nông nghiệp là phương tiện sinh sống của hơn 80% dân số. Hoạt động nông nghiệp chủ yếu là canh tác và chăn nuôi gia súc. Các sản phẩm thủ công, đặc biệt là sản phẩm dệt và các sản phẩm thủ công tôn giáo phục vụ việc thờ cúng trong gia đình là một ngành công nghiệp nhỏ và một nguồn thu nhập cho một số dân cư. Với sự đa dạng địa hình từ đồi núi cho tới những dãy núi gồ ghề khiến việc xây dựng đường sá, và các cơ sở hạ tầng khác, trở nên khó khăn và đắt đỏ. Điều này, và sự thiếu hụt đường tiếp cận ra biển, khiến Bhutan chưa bao giờ có thể thu lợi đúng mức từ việc buôn bán các sản phẩm do nó làm ra. Hiện tại Bhutan không có một hệ thống đường sắt, dù Indian Railways đang có kế hoạch nối miền nam Bhutan với mạng lưới đường sắt rộng lớn của nó theo một thỏa thuận được ký tháng 1 năm 2005. Những con đường thương mại lịch sử qua dãy núi cao Himalayas, nối Ấn Độ với Tây Tạng, đã bị đóng cửa từ năm 1959 khi Trung Quốc dùng vũ lực chiếm Tây Tạng (dù hoạt động buôn lậu vẫn đưa hàng hóa từ Trung Quốc vào Bhutan).
Lĩnh vực công nghiệp còn nhỏ bé, sản phẩm làm ra theo kiểu công nghiệp gia đình. Đa số các dự án phát triển, như xây dựng đường sá, phụ thuộc vào nguồn nhân công thuê từ Ấn Độ. Sản phẩm nông nghiệp gồm gạo, ớt, các sản phẩm sữa, kiều mạch, lúa mạch, cây lấy rễ, táo và cam quýt cùng ngô ở những nơi có độ cao thấp. Các ngành công nghiệp gồm xi măng, gỗ, chế biến hoa quả, đồ uống có còn và calcium carbide.
Đồng tiền tệ Bhutan, đồng ngultrum, được ấn định tỷ giá theo đông Rupee Ấn Độ. Đồng rupee cũng được coi là đồng tiền tệ chính thức trong nước. Thu nhập từ Nu 100.000 mỗi năm sẽ bị đánh thuế, nhưng rất ít người đạt mức thu nhập này. Tỷ lệ lạm phát tại Bhutan được ước tính khoảng 3% năm 2003. Bhutan có Tổng sản phẩm quốc nội khoảng 2.913 tỷ USD (đã được quy đổi theo Sức mua tương đương), biến nó trở thành nền kinh tế đứng thứ 162 trên thế giới. Thu nhập trên đầu người khoảng 1.400 dollar (€1.170), xếp hạng 124. Tổng nguồn thu chính phủ đạt $146 triệu (€122 triệu), dù số chi lên tới $152 triệu (€127 triệu). Tuy nhiên, 60% chi tiêu ngân sách được Bộ ngoại giao Ấn Độ cung cấp. Xuất khẩu của Bhutan, chủ yếu là điện, bạch đậu khấu, thạch cao, gỗ, đồ thủ công, xi măng, hoa quả, đá quý và gia vị, tổng cộng $154 triệu (€128 triệu) (ước tính 2000). Tuy nhiên, nhập khẩu lên tới $196 triệu (€164 triệu), dẫn tới tình trạng thâm hụt thương mại. Các sản phẩm nhập khẩu chính gồm nhiên liệu và dầu nhờn, ngũ cốc, máy, xe cộ, sợi và gạo. Các đối tác thương mại chính của Bhutan là Ấn Độ, chiếm 87.9% hàng xuất khẩu. Bangladesh (4.6%) và Philippines (2%) cũng là hai đối tác xuất khẩu khác. Bởi biên giới với Tây Tạng đã bị đóng cửa, thương mại giữa Bhutan và Trung Quốc hiện không tồn tại. Các đối tác nhập khẩu của Bhutan gồm Ấn Độ (71.3%), Nhật Bản (7.8%) và Áo (3%).
Đáp trả lời buộc tội năm 1987 của một nhà báo Anh Quốc trên tờ Financial Times rằng tốc độ phát triển tại Bhutan còn thấp, nhà Vua đã nói rằng "Tổng Hạnh phúc Quốc gia còn quan trọng hơn Tổng Sản phẩm Quốc nội". Lời tuyên bố này dường như đã đi trước những khám phá gần đây của các nhà tâm lý học kinh tế phương Tây, gồm cả người đoạt giải thưởng Nobel năm 2002 Daniel Kahneman, rằng vấn đề về sự liên quan giữa mức độ thu nhập và hạnh phúc. Nó cho thấy sự cam kết của nhà Vua trong việc xây dựng một nền kinh tế thích hợp cho nền văn hóa độc nhất của Bhutan, dựa trên các giá trị tinh thần Phật giáo, và là định hướng thống nhất cho nền kinh tế. Ngoài ra, chính sách dường như đã gặt hái được những kết quả mong muốn bởi trong một cuộc khảo sát gần đây do Đại học Leicester  Lưu trữ ngày 4 tháng 8 năm 2006 tại Wayback Machine tại Anh Quốc tổ chức, Bhutan được xếp hạng là địa điểm hạnh phúc thứ 8 trên thế giới  Lưu trữ ngày 12 tháng 3 năm 2007 tại Wayback Machine.
Tính đến năm 2016, GDP của Bhutan đạt 2.085 USD, đứng thứ 165 thế giới, đứng thứ 44 châu Á và đứng thứ 8 Nam Á.

## Nhân khẩu
Năm 2018, dân số của Bhutan là 754.388 người. Tuổi trung bình của Bhutan là 24,8 tuổi. Tỷ lệ giới tính là 107 nam / 100 nữ. Tỷ lệ biết chữ của Bhutan đạt 66%.

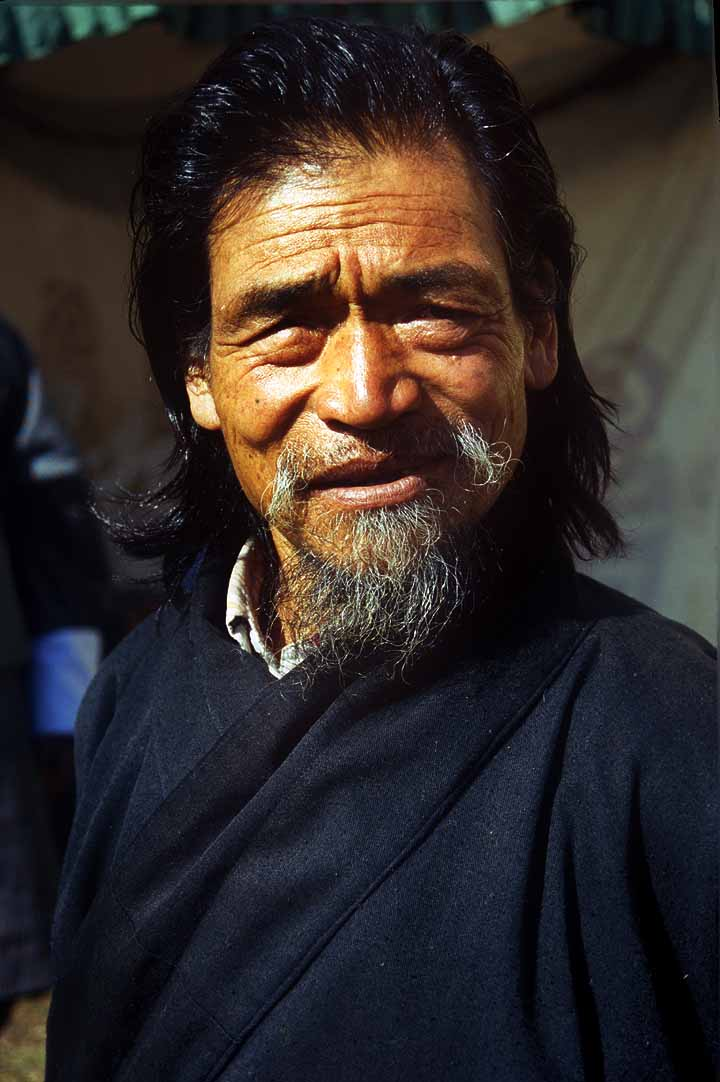
Nhóm sắc tộc đa số là người có tổ tiên Tây Tạng/Tạng-Miến; người Nepal di cư chiếm đa số ở vùng phía nam đất nước

Mật độ dân số, 45 người trên km² (117/sq. mi), khiến Bhutan trở thành một trong những nước có mật đô dân số thưa thớt nhất châu Á. Khoảng 20% dân số sống tại các vùng đô thị gồm các thị trấn nhỏ chủ yếu dọc theo thung lũng trung tâm và biên giới phía nam. Phần trăm số dân này đang gia tăng nhanh chóng bởi làn sóng di cư từ nông thôn ra thành thị đang tăng lên. Thành phố lớn nhất là thủ đô Thimphu, với dân số 100.000 người. Các vùng đô thị khác với số dân khá lớn gồm Paro và Phuentsholing.
Trong số dân Bhutan, nhiều nhóm sắc tộc chính có thể được phân biệt với nhau. Nhóm chủ chốt là người Ngalop, một nhóm Phật giáo sinh sống ở phần phía tây đất nước. Văn hóa của họ rất tương đồng với văn hóa Tây Tạng. Người Sharchop ("người phía đông"), gắn liền với phần phía đông Bhutan (nhưng theo truyền thống theo Nyingmapa chứ không phải hình thức chính thức Drukpa Kagyu của Phật giáo Tây Tạng cũng có nhiều điểm tương đồng). Hai nhóm đó được gọi gộp chung là người Bhutan. 15% dân số còn lại là sắc tộc Nepal, đa số họ là tín đồ Hindu.
Tỷ lệ biết chữ chỉ là 42.2% (56.2% nam giới và 28.1% nữ). Người từ 14 tuổi trở xuống chiếm 39.1% dân số, trong khi người từ 15 tới 59 tuổi chiếm 56.9%, và người trên 60 tuổi chỉ chiếm 4%. Nước này có độ tuổi trung bình 20.4. Tuổi thọ bình quân tại Bhutan là 62.2 năm (61 cho nam giới và 64.5 cho nữ) theo dữ liệu gần đây nhất của Ngân hàng Thế giới. Có 1.070 nam trên 1.000 nữ trong nước.

### Đô thị
| 1  | Thimphu          | Thimphu          | 114,551 |
| 2  | Phuntsholing     | Chukha           | 27,658  |
| 3  | Paro             | Paro             | 11,448  |
| 4  | Gelephu          | Sarpang          | 9,858   |
| 5  | Samdrup Jongkhar | Samdrup Jongkhar | 9,325   |
| 6  | Wangdue Phodrang | Wangdue Phodrang | 8,954   |
| 7  | Punakha          | Punakha          | 6,626   |
| 8  | Jakar            | Bumthang         | 6,243   |
| 9  | Nganglam         | Pemagatshel      | 5,418   |
| 10 | Samtse           | Samtse           | 5,396   |

### Ngôn ngữ
Ngôn ngữ quốc gia là tiếng Dzongkha, một trong 53 ngôn ngữ trong nhóm ngôn ngữ Tạng. Chữ viết Dzongkha, được gọi là Chhokey ("Ngôn ngữ Đạt ma"), đồng nhất với hệ chữ viết tiếng Tạng cổ điển. Tiếng Dzongkha là ngôn ngữ giảng dạy tại trường học. Ethnologue liệt kê 24 hiện được nói ở Bhutan, tất cả số này đều thuộc về ngữ tộc Tạng-Miến, trừ tiếng Nepal, một ngôn ngữ Indo-Arya.
Nhiều trong số những ngôn ngữ tại Bhutan này chưa được ghi nhận một cách hàn lâm và khoa học về mặt ngữ pháp. Tính đến thập niên 1980, Lhotshampa (cộng đồng nói tiếng Nepal), chủ yếu sống ở miền Nam Bhutan, chiếm xấp xỉ 30% dân số.

### Tôn giáo
Tôn giáo ở Bhutan (ARDA) vào năm 2020
Uớc tính rằng khoảng hai phần ba dân số Bhutan theo Phật giáo Kim cương thừa, là quốc giáo của Bhutan. Khoảng một phần tư đến một phần ba là tín đồ của Ấn Độ giáo. Các tôn giáo khác chiếm ít hơn 1% dân số. Khung pháp lý hiện hành của Bhutan, trên nguyên tắc đảm bảo quyền tự do tôn giáo, nhưng việc truyền đạo bị cấm.

## Văn hoá
Tuy người Bhutan được tự do đi du lịch nước ngoài, Bhutan bị coi là không thể xâm nhập với người nước ngoài. Nhận thức sai lầm của nhiều người cho rằng Bhutan đã đặt ra những hạn chế trong việc cấp visa du lịch, thuế du lịch cao và yêu cầu khách phải đi theo tour được tổ chức dường như đã dẫn tới cảm giác này.
Trang phục truyền thống cho đàn ông Ngalong và Sharchop là gho, một áo choàng dài tới đầu gối được buộc ngang eo bằng một dải thắt lưng được gọi là kera. Phụ nữ mặc trang phục dài tới mắt cá chân, kira, bị cắt cụt ở một bên vai và thắt ngang lưng. Một vật bổ sung cho kira là một áo choàng dài tay, được mặt bên trong lớp trang phục ngoài. Vị thế xã hội và cấp bậc sẽ quyết định kiểu dệt, màu sắc và trang trí của những đồ trang phục. Khăn quàng và khăn choàng cũng là những yếu tố cho thấy vị thế xã hội, bởi theo truyền thống Bhutan là một xã hội phong kiến. Phụ nữ có đeo khuyên tai. Một điều gây nhiều tranh cãi, luật pháp Bhutan hiện yêu cầu tất cả công dân nước mình đều phải mặc những y phục đó.
Gạo, và ngô với vị trí ngày càng gia tăng, là những loại thực phẩm chính trong nước. Chế độ ăn ở vùng đồi giàu protein bởi người dân ở đây ăn nhiều thịt, chủ yếu là gia cầm, bò Tây Tạng và bò. Các món súp thịt, gạo và rau khô với gia vị là ớt và phó mát là món được ưa thích trong những mùa lạnh. Các thực phẩm chế biến từ sữa, đặc biệt là bơ và phó phát từ bò Tây Tạng và bò, cũng phổ biến, và vì thế hầu hết sữa đều được dành chế biến bơ và pho mát. Các đồ uống dân dã gồm trà bơ, chè, rượu gạo địa phương và bia. Bhutan là quốc gia duy nhất trên thế giới có lệnh cấm hút thuốc và bán thuốc lá.

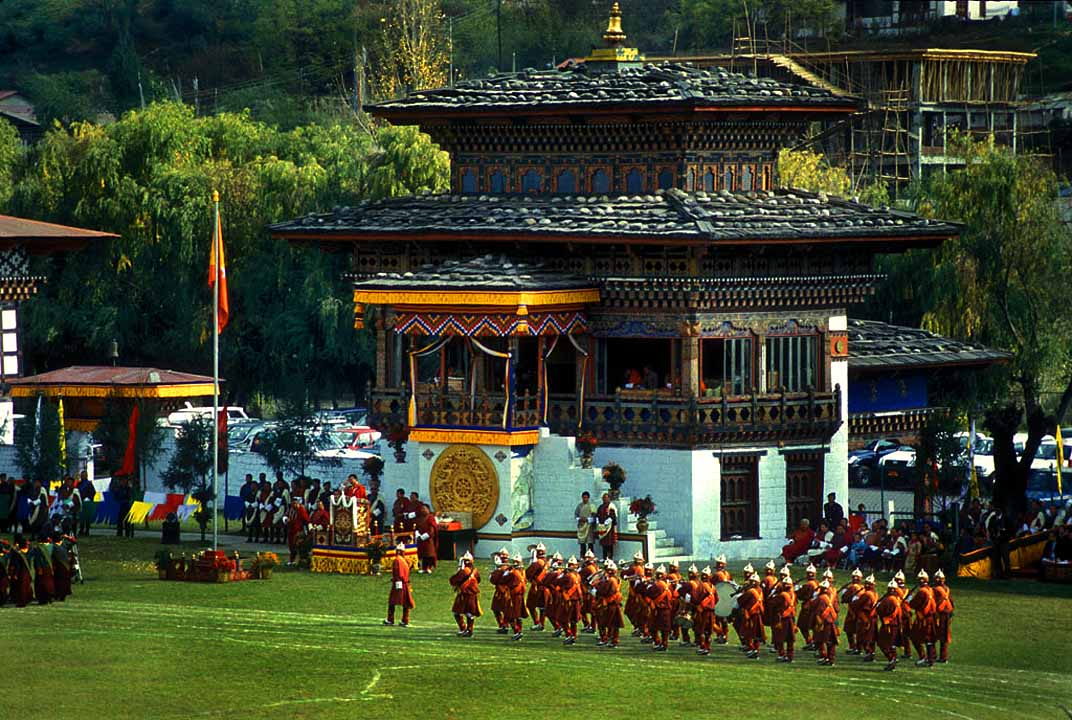
Bắn cung là môn thể thao quốc gia của Bhutan và những cuộc thi được tổ chức thường xuyên

Môn thể thao quốc gia tại Bhutan là bắn cung, và những cuộc thi được tổ chức thường xuyên tại hầu hết các làng. Nó khác với các tiêu chuẩn Olympic không chỉ ở các chi tiết kỹ thuật như vị trí đặt bia và không khí. Có hai bia được đặt cách 100 mét và các đội bắt từ một phía sang phía kia. Mỗi thành viên trong đội bắn hai mũi mỗi vòng. Bắn cung truyền thống Bhutan là một sự kiện xã hội và những cuộc thi được tổ chức giữa các làng, thị trấn và các đội không chuyên. Thường có rất nhiều đồ ăn, uống cùng với hát hò nhảy múa từ phía những người vợ và cổ động viên dành cho các đấu thủ. Họ thường cố gắng làm giảm tập trung của đội bạn bằng cách đứng xung quanh bia và trêu chọc khả năng bắn của vận động viên. Phi tiêu (khuru) là một môn thể thao theo đội ngoài trời được nhiều người ưa thích, trong đó những mũi lao bằng gỗ nặng, đầu được đóng một cây đinh 10 phân được phóng vào bia giấy cách xa khoảng mười tới hai mươi mét.
Một môn thể thao truyền thống khác là digor, có thể được miêu tả chính xác nhất như một shot put gộp với ném móng ngựa. Bóng đá là môn thể thao ngày càng được ưa chuộng. Năm 2002, đội bóng đá quốc gia Bhutan đã thi đấu với Montserrat - được quảng cáo là 'Trận chung kết khác', một trận đấu cùng ngày với trận chung kết giữa Brazil và Đức, nhưng Bhutan và Montserrat là hai đội bóng xếp hạng thấp nhất thế giới. Trận đấu được tổ chức tại Sân vận động Quốc gia Changlimithang tại Thimphu và Bhutan đã thắng với tỷ số 4-0. Một bộ phim tài liệu về trận đấu đã được nhà làm phim Hà Lan Johan Kramer tiến hành. Rigsar là kiểu âm nhạc đại chúng mới xuất hiện, được chơi bằng cả các nhạc cụ truyền thống và điện tử, và đã xuất hiện từ đầu thập niên 1990; nó có ảnh hưởng từ âm nhạc đại chúng Ấn Độ, một hình thức lai của các ảnh hưởng truyền thống và phương Tây. Các thể loại truyền thống gồm zhungdra và boedra.
Đặc thù của vùng là một kiểu pháo đài được gọi là kiến trúc dzong.

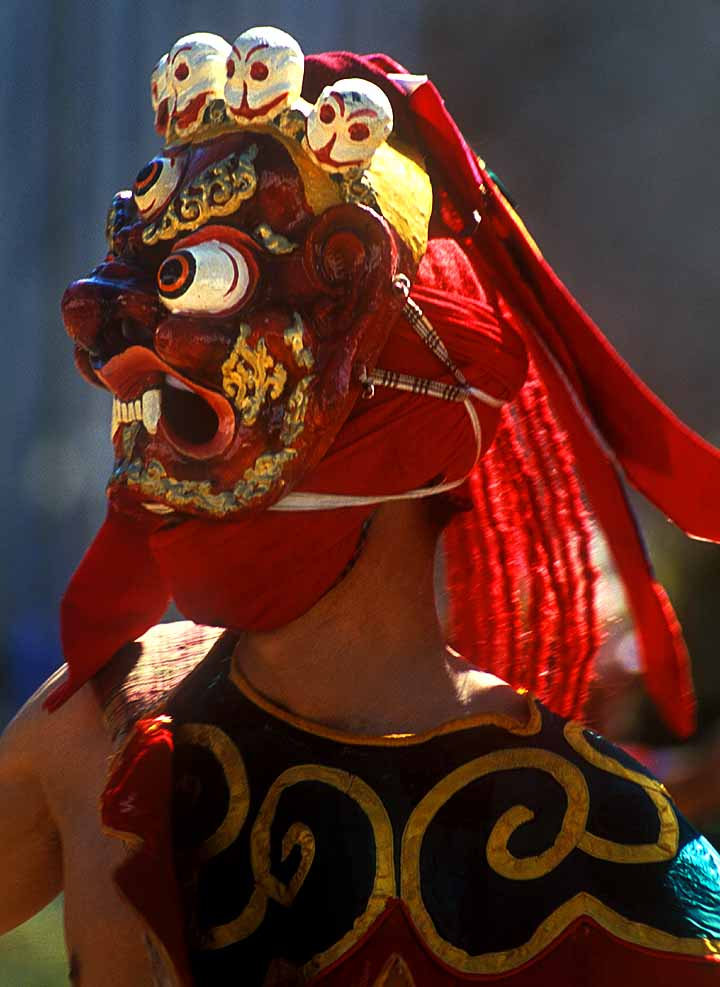
Chaam hay nhảy múa với mặt nạ là một hình thức nhảy múa thần bí được trình diễn trong những lễ hội Phật giáo

Bhutan có nhiều ngày nghỉ lễ, đa số chúng tập trung quanh những lễ hội truyền thống theo mùa, thế tục và tôn giáo. Chúng gồm đông chí (khoảng 1 tháng 1, phụ thuộc theo lịch âm), Năm mới Âm lịch (tháng 2 hay tháng 3), sinh nhật Nhà vua và kỷ niệm ngày đăng quang, ngày bắt đầu chính thức của mùa gió mùa (22 tháng 9), Quốc khánh (17 tháng 12), và nhiều lễ hội Phật giáo và Hindu giáo. Thậm chí những ngày nghỉ lễ phi tôn giáo cũng có phụ thêm ý nghĩa tôn giáo, gồm những cuộc nhảy múa tôn giáo và cầu nguyện.
Nhảy múa với mặt nạ và những buổi diễn kịch là hình thức truyền thống tại những ngày lễ hội, thường đi cùng với âm nhạc truyền thống. Những vũ công khỏe mạnh, đeo những chiếc mặt nạ gỗ hay vật liệu khác nhiều màu sắc với kiểu trang phục riêng, thể hiện các anh hùng, ma quỷ, yêu ma, đầu người chết, thú vật, thần thánh, và biếm hoạ những nhân vật đời thường. Những vũ công được sự bảo trợ của hoàng gia và gìn giữ âm nhạc dân gian truyền thống cùng các trang phục tôn giáo và lưu giữ toàn bộ những hiểu biết và nghệ thuật chế tạo mặt nạ.
Bhutan chỉ có một tờ báo của chính phủ (Kuensel) và hai tờ báo khác mới xuất hiện gần đây, một đài truyền hình thuộc sở hữu nhà nước và nhiều đài phát thanh FM.

## Thư mực
- "A Country Study: Bhutan". Federal Research Division, Library of Congress. Truy cập ngày 8 tháng 9 năm 2005.
- "Bhutan". CIA World Factbook. Bản gốc lưu trữ ngày 11 tháng 4 năm 2007. Truy cập ngày 8 tháng 9 năm 2005.
- "Bhutan Portal". Government of Bhutan. Bản gốc lưu trữ ngày 30 tháng 12 năm 2005. Truy cập ngày 8 tháng 9 năm 2005.
- "Bhutan". MSN Encarta. Bản gốc lưu trữ ngày 28 tháng 10 năm 2009. Truy cập ngày 8 tháng 9 năm 2005.
- "Bhutan army sees action at last". Asia Times Online. Bản gốc lưu trữ ngày 21 tháng 11 năm 2016. Truy cập ngày 8 tháng 9 năm 2005.
- "Bhutan-China Relations". Bhutan News Online. Bản gốc lưu trữ ngày 27 tháng 12 năm 2009. Truy cập ngày 8 tháng 9 năm 2005.
- "MoUs with Bhutan on rail links, power projects". The Tribune, Chandigarh. Bản gốc lưu trữ ngày 27 tháng 12 năm 2009. Truy cập ngày 8 tháng 9 năm 2005.
- "Border tension pushes MEA allocation". The Tribune, Chandigarh. Truy cập ngày 8 tháng 9 năm 2005.
- "Happy Land". Yoga Journal. Bản gốc lưu trữ ngày 10 tháng 3 năm 2007. Truy cập ngày 8 tháng 9 năm 2005.
- "Fast forward into trouble". The Guardian Unlimited. Truy cập ngày 16 tháng 9 năm 2005.
- "A New Measure of Well-Being From a Happy Little Kingdom". The New York Times. Truy cập ngày 4 tháng 10 năm 2005.
- A.P. Agarwala (2003). Sikkim and Bhutan. Nest and Wings. ISBN 81-87592-07-9.
- Sunanda K. Datta-Ray (1984). Smash and Grab: The Annexation of Sikkim. Vikas. ISBN 0-7069-2509-2.
- "Bhutan: A Kingdom Besieged". Jigmi Y. Thinley. Truy cập ngày 12 tháng 9 năm 1993. {{Chú thích web}}: Kiểm tra giá trị ngày tháng trong: |ngày truy cập= (trợ giúp)
- Foning, A.R. (1987). Lepcha, My Vanishing Tribe. Sterling Publishers. ISBN 81-207-0685-4.
- "A hidden and mysterious kingdom". Toplum Postasi. Bản gốc lưu trữ ngày 28 tháng 9 năm 2007. Truy cập ngày 14 tháng 6 năm 2006.
- Rose, Leo (1993). The Nepali Ethnic Community in the Northeast of the Subcontinent. University of California, Berkeley.